# Unio Esportiva Engordany
O UE Engordany é um clube andorrano com sede na cidade de Escaldes-Engordany. O clube foi fundado em 2001. Os seus jogos em casa são disputados no Estádio Comunal de Aixovall.
A equipa de futebol sénior participa, na época de 2007-2008, na 1ª divisão (Primera Divisió) do Campeonato de Futebol de Andorra.